# Siân Phillips
Dame Jane Elisabeth Ailwên Phillips (Gwaun-Cae-Gurwen, Neath, Gales, 14 de mayo de 1933), más conocida como Siân Phillips, es una actriz galesa.

## Biografía
Su idioma materno es el galés; aprendió el inglés oyendo la radio.
Ha participado en algunas películas y programas de televisión, pero su fama se debe sobre todo a su interpretación del personaje de Livia Drusila, la esposa del emperador Augusto en la adaptación hecha para la televisión por la BBC de las novelas Yo, Claudio y Claudio, el dios, y su esposa Mesalina, de Robert Graves; y a su interpretación del de Ann, la esposa del espía Smiley (sir Alec Guinness) de la serie Calderero, Sastre, Soldado, Espía, también de la BBC.
Ennoblecida en el 2000 con el título de "Dame" (Dama comendadora de la Orden del Imperio Británico, DBE), equivalente al masculino título vitalicio de "Sir".

## Vida familiar
Estuvo casada en segundas nupcias con Peter O'Toole, con quien tuvo dos hijas: Pat y Kate. Escribió sobre ese periodo de su vida en el segundo volumen de su autobiografía: Public Places. Más tarde se casó con el actor británico Robin Sachs, de quien después se divorció.

### Filmografía parcial
- 2006: The Gigolos
- 1993: 
  - Heidi (TV)
  - La edad de la inocencia
- 1989: Valmont
- 1985: Star Wars, los Ewoks: la lucha por Endor (TV)
- 1984: Dune
- 1981: Furia de titanes
- 1976: Yo, Claudio (TV)
- 1972: Bajo el bosque lácteo
- 1971: La guerra de Murphy
- 1969: 
  - Adiós, Mr. Chips
  - Risa en la oscuridad
- 1965: El soñador rebelde
- 1964: Becket
- 1962: El día más largo